# Чуйо (авіаносець)

Чуйо (яп. 冲鷹) — японський ескортний авіаносець часів Другої світової війни, тип «Тайо».

## Історія створення

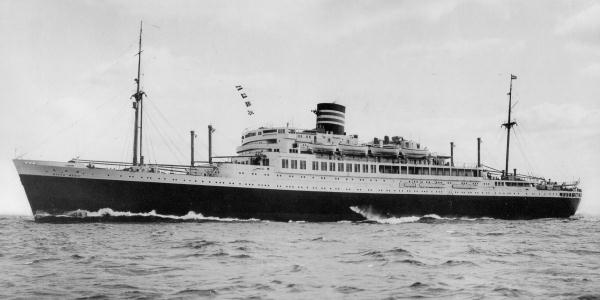
Лайнер «Нітта Мару»

Збудований протягом 1938—1940 років як океанський лайнер «Нітта Мару» (яп. 新田丸). Протягом 1940 — початку 1941 року використовувався за призначенням. Проте в лютому 1941 року був реквізований і використовувався як військовий транспорт. Здійснив кілька рейсів, в тому числі для перевезення американських полонених з острова Вейк до Японії.
Після битви за Мідвей було вирішено перетворити корабель на ескортний авіаносець. Реконструкція проходила в Куре з 20 серпня до 25 листопада 1942 року.
Корабель отримав політну палубу довжиною 150 м і шириною 23 м. Він був обладнаний двома підйомниками. Острівної надбудови та катапульт не було.

## Бойове використання
«Чуйо» використовувався в основному як навчальний авіаносець та як авіатранспорт, перевозячи авіаційне спорядження на Трук та Філіппіни.
Двічі в нього влучали торпеди, але корабель вдавалось відбуксирувати в порт та відремонтувати.
Третя атака була останньою. 4 грудня 1943 року, коли «Чуйо» перевозив полонених американців з потопленого підводного човна «Sculpin» від Труку в Японію, він був пошкоджений торпедою, випущеною підводним човном «Sailfish» поблизу острова Хатідзьо. Через декілька годин підводний човен ще двічі атакував пошкоджений корабель, в який влучили 4 чи 5 торпед, внаслідок чого «Чуйо» затонув. При цьому загинули 1250 осіб, серед них 20 з 21 полоненого.